# Dietrich Bahner senior
Christian Ernst Dietrich Bahner (* 18. September 1913 in Oberlungwitz, Sachsen; † 11. März 1987 in Augsburg) war ein deutscher Unternehmer und Politiker. In den 1930er Jahren stieg der Unternehmersohn ins Schuhgeschäft ein, das er nach dem Zweiten Weltkrieg zu einem bedeutenden Firmengeflecht, der Leiser Handelsgesellschaft mbH ausbaute. Von 1967 bis 1970 war er Landesvorsitzender der FDP Bayern, die er 1970 verließ. Von 1970 bis 1977 engagierte er sich führend nacheinander in den kurzlebigen Parteien Nationalliberale Aktion, Deutsche Union und Aktionsgemeinschaft Vierte Partei.

## Leben
Dietrich Bahner war Sohn des Unternehmers Ernst Louis Bahner, der mit den Elbeo-Strumpfwerken in Oberlungwitz bei Zwickau die vor dem Krieg größte deutsche Strumpffabrik besaß. Sein Onkel war der Unternehmer Wilhelm Bahner, der von 1905 bis 1909 als Konservativer Mitglied im Sächsischen Landtag war.
Als der jüdische Schuhhändler Julius Klausner (1874–1950) aus Berlin 1935 Bahners Vater im Rahmen der „Arisierung“ seine 23 Leiser-Schuhläden in Berlin, mit denen er einen Marktanteil von 25 % hatte, anbot, um eine zwangsweise „Arisierung“ zu vermeiden, gab der 22-jährige Dietrich Bahner, der seit 1933 für Leiser arbeitete, seine Pläne zur Auswanderung nach Amerika auf und übernahm ab 1935 zunächst 50 % und später 75 % an Leiser. Wenige Monate später flüchtete Klausner nach Buenos Aires.
Nach dem Krieg, wo er zuletzt Flakartillerist war, lagen die Leiser-Schuhläden bis auf drei Filialen in Schutt und Asche. Die Firma hatte aber noch in einem Lager in Sachsen eine Viertelmillion Schuhe, die Bahner für eine Million Reichsmark verkaufte. Mit dem Motorrad und dem Geld in einem Rucksack fuhr er nach Augsburg, wo er sich 1945 mit dem Geld und einer Sacheinlage von Damenstrümpfen, Naturseide und Schuhleder mit 50 % an der Schuhfabrik August Wessels GmbH beteiligte. Schon vor dem Krieg gab es hier Kontakte. Die Leiser-Schuhläden wurden zur Hälfte an Julius Klausner rückübereignet. Bahner gründete bald die Favorit-Schuhgroßhandelsgesellschaft und die Leiser-Werke Augsburg und übernahm 1952 die Dorndorf Schuhfabrik in Zweibrücken-Niederauerbach. 1960 erwarb er die HAKO Schuh AG und 1970 die restlichen Anteile an Leiser von den Klausner-Nachfahren. Im selben Jahr wurde Bahner, zu dessen Engagements neben seinem Schuhimperium nun auch Textilien, eine chemische Reinigung und eine Bank gehörten, ein „Umsatz von mehreren 100 Millionen Mark“ attestiert.

## Politischer Werdegang
Durch seine Familie, die mit Theodor Heuss und Friedrich Naumann befreundet war, trat Dietrich Bahner 1946 in die FDP ein. 1956 wurde er Bezirksvorsitzender in Schwaben und Mitglied des Landesvorstandes der FDP Bayern. 1967 wurde er als Nachfolger von Klaus Dehler Landesvorsitzender. Er bemühte sich sogleich um den stellvertretenden Bundesvorsitz bei den Liberalen, allerdings erfolglos. Auf dem Bundesparteitag vom 22. bis 24. Juni 1970 in der damaligen Bundeshauptstadt Bonn, der auch insgesamt für die Parteirechte um den ehemaligen Vorsitzenden Erich Mende wenig erfreulich war, kandidierte Bahner zweimal vergebens für seine Wiederwahl in den Parteivorstand.
Nach der Orientierung der FDP nach links unter Walter Scheel weigerte sich Bahner auf dem Landesparteitag am 27. und 28. Juni 1970 in Würzburg, den Landesverband im Hinblick auf die Landtagswahlen im November auf eine Koalition mit der SPD nach Bonner Muster festzulegen. Er stellte daraufhin die Vertrauensfrage und erhielt nur 124 von 277 Delegiertenstimmen. Bei der FDP blieb die Nachfolge zunächst offen und die linksliberale Hildegard Hamm-Brücher übernahm gemeinsam mit dem rechtsliberalen Josef Ertl quasi die Parteigeschäfte. Unter dieser Konstellation legte die FDP bei den Landtagswahlen knapp ein halbes Prozent zu und zog wieder in das Maximilianeum ein. Ertl übernahm den Landesvorsitz im März 1971.
Mitte Juli stellte sich die am 17. Juni von rechten FDP-Mandatsträgern aus Nordrhein-Westfalen gegründete Arbeitsgruppe Nationalliberale Aktion auf der Hohensyburg bei Dortmund unter Einbeziehung von Politikern aus Niedersachsen, Schleswig-Holstein, Baden-Württemberg und Bayern als eingetragener Verein auf Bundesebene als „überparteiliche Gemeinschaft national-freiheitlicher Menschen“ auf. Sie sei nicht als Basis einer neuen politischen Partei gedacht, jedoch sei eine spätere Entwicklung in dieser Richtung „auf anderer Ebene“ möglich, meinte der Bundestagsabgeordnete Siegfried Zoglmann. Die Veranstaltung hatte 30 Gründungsmitglieder. Neben Zoglmann wählten diese Dietrich Bahner  in den 15-köpfigen Kollegialvorstand. Noch im Juni hatte Bahner geäußert: „Ich möchte mit diesen Herren nicht in einem Boot sitzen.“
Bahner verließ im September die FDP und wurde bayerischer Landesvorsitzender der nunmehr mit Zoglmann als Bundesvorsitzender als eigenständige Partei auftretenden Nationalliberalen Aktion. Bei den Wahlen zum bayerischen Landtag blieb diese Partei jedoch insignifikant. Im Sommer 1971 begründete er, erneut mit Zoglmann, der wieder Bundesvorsitzender wurde, eine weitere nationalliberale Partei, die kurzlebige Deutsche Union. Er selbst wurde erneut bayerischer Landesvorsitzender und zudem stellvertretender Bundesvorsitzender. Nachdem auch diese Partei scheiterte, beteiligte er sich 1975 an der Gründung der ebenso kurzlebigen Aktionsgemeinschaft Vierte Partei und war bis 1977 deren erster Bundesvorsitzender.

## Privatleben
Dietrich Bahner war verheiratet und hatte drei Söhne. Sein Sohn Dietrich war Bundestagsabgeordneter für die Berliner CDU. Sein Sohn Christian, zeitweise im Vorstand der Nationalliberalen Aktion Hessen, verstarb 1992 in Folge eines Unfalls. Sein dritter Sohn Thomas Bahner leitete die Firmen teils alleine, teils mit seinem Bruder Christian, bis zu seinem Ausscheiden in den Neunziger Jahren.

## Ehrungen
- 1980: Verdienstkreuz 1. Klasse der Bundesrepublik Deutschland